# Маріупольська кондитерська фабрика
Маріу́польська конди́терська фа́брика — українське кондитерське підприємство в Маріуполі; деякий час називалося Жда́нівська конди́терська фа́брика.

## Історія
Історія фабрики розпочалася 1910 року, коли маріупольський підприємець Ейдінов відкрив у місті невеликий цех з виробництва пряників та карамелі. За п'ять років на базі цеху створено Маріупольську цукеркову фабрику. До 1918 тут випускали до двох з половиною тонн солодощів на рік.

У роки Німецько-радянської війни на фабриці для випікали хліб, а під час окупації її було зруйновано. У повоєнні 1940-і роки цукеркову фабрику перейменовано на Маріупольську кондитерську фабрику. У зв'язку з перейменуванням 1948 року Маріуполя на Жданов, фабрика до 1989 року мала назву Ждановської кондитерської фабрики. До 1990 року майже 70 % продукції підприємства було відзначено державним «Знаком якості». Вироби фабрики неодноразово представлялися на вітчизняних та закордонних виставках. У 1970—1980 роки фабрика випускала до 200 найменувань продукції та 24 тис. т. продукції на рік. Кондитерські вироби Ждановської фабрики продавалися в магазинах Радянського Союзу, а також Польщі та Афганістану.
Від 1997 року фабрика, увійшовши до складу корпорації «Рошен» (ПАТ «Маріупольська кондитерська фабрика „Рошен“»), спеціалізувалася на виробництві бісквітних виробів. Її асортимент включав понад 50 найменувань солодощів, серед яких печиво, вафлі, цукерки, карамель та торти. Загалом за місяць із ліній підприємства сходило понад дві тисячі тонн солодощів.
У лютому 2014 року Маріупольську кондитерську фабрику Рошен закрито. Станом на 2017 рік вирішувалося питання про її продаж.